# Westafrikanische Cricket-Nationalmannschaft
Die westafrikanische Cricket-Nationalmannschaft (englisch West Africa cricket team) war eine Cricket-Mannschaft, die an internationalen Wettbewerben zwischen 1976 und 2003 teilnahm. Sie vertrat dabei die Staaten Gambia, Ghana, Nigeria und Sierra Leone und war somit eine der „Nationalmannschaften“, in der die Spieler aus mehr als einem Staat kamen.

## Geschichte
Die erste Teilnahme an der ICC Trophy erfolgte ICC Trophy 1982. Dabei gelang dem Team kein Sieg, wurde in der Gruppe allerdings auf Grund zahlreicher No Results nur Vorletzter. Nachdem das Team zweimal aussetzte erfolgte die nächste Teilnahme bei der ICC Trophy 1994. In der Vorrunde belegte das Team den letzten Platz, konnte jedoch die Trostrunde gewinnen und belegte so den 17. Gesamtrang. Drei Jahre später belegte die Mannschaft in ihrer Vorrundengruppe vor Argentinien den vorletzten Rang. In der Trostrunde gelang es dem Team den 18. Gesamtrang zu erreichen. Kurz vor der Austragung 2001 wurde die Mannschaft auf Grund verweigerter Visa zurückgezogen und 2003 endgültig aufgelöst. Seitdem nimmt Nigeria als Associate Member und die anderen drei Länder als Affiliate Member am Spielgeschehen des International Cricket Council teil.

## Internationale Turniere

### Cricket World Cup
- 1979: nicht teilgenommen (Qualifikation)
- 1983: nicht qualifiziert (Qualifikation)
- 1987: nicht teilgenommen (Qualifikation)
- 1992: nicht teilgenommen (Qualifikation)
- 1996: nicht qualifiziert (Qualifikation)
- 1999: nicht qualifiziert (Qualifikation)
- 2003: zurückgezogen (Qualifikation)

## Jugendmannschaft
Eine westafrikanische U-19-Mannschaft nahm an der Africa Unter-19 Championship 2001 in Uganda, der ersten Ausgabe der ICC U19 Cricket World Cup Africa Qualifier, teil. Die Mannschaft bestand aus Nigerianern, Ghanaern und Gambiern, aber keinen Sierra Leonern. Westafrika verlor sein erstes Spiel gegen Uganda mit 278 Runs, woraufhin sie knapp gegen Namibia mit zehn Runs unterlagen. Darauf folgten Niederlagen von 178 Runs gegen Kenia und fünf Wickets gegen Ostafrika.